# Valeur refuge
 (mars 2019).
Si vous disposez d'ouvrages ou d'articles de référence ou si vous connaissez des sites web de qualité traitant du thème abordé ici, merci de compléter l'article en donnant les références utiles à sa vérifiabilité et en les liant à la section « Notes et références ».
 (septembre 2023).
Une valeur refuge est un titre de propriété qui se caractérise par sa fiabilité lors de l’acquisition.
En d’autres termes, les valeurs refuges sont des actifs stables et même grimpants, qui permettent à coup sûr de dégager un bénéfice lors de la re vente. Elles sont bien souvent très peu sensibles aux conjonctures actuelles qui pourraient faire régresser leur valeur. Les valeurs refuges permettent en quelque sorte de sécuriser le patrimoine de leur détenteur. Traditionnellement les valeurs refuges s’expriment au travers l’or ou les placements immobiliers qui ont toujours été synonyme de stabilité. Nonobstant, la crise de 2008 qui se répandit à travers le monde dévoila un effondrement du marché immobilier. Quant à l’or, on constate en effet, qu’à chaque grande crise systémique, le cours de l’or réagit toujours par une montée du prix de ses titres. En 2000, le cours de l'once valait 300 $ et, en 2017, l'once d'or vaut plus de 1 200 $ soit une hausse de 300 %, néanmoins il y a une corrélation entre la variation du cours de l’or et celui du dollar, en d’autres termes, si la valeur du dollar se déprécie, celle de l’or suit. Warren Buffet a décrit l’or comme « un produit que l’on extrait du sol en Afrique ou ailleurs. Ensuite on le fait fondre, on creuse un autre trou, on le réenterre une fois de plus et on paye des gens pour rester autour à le garder ». Cependant, toujours selon Buffet, l’or n’a aucune utilité pratique. D’après lui, chaque extraterrestre serait déconcerté par le rôle de l’or dans notre société.

## Introduction des «nouvelles» valeurs refuges
Les multiples agents constituant la société (investisseurs, entreprises, ménages, etc.) ont donc dû trouver de nouveaux moyens pour faire fructifier leur capital qui a donc découlé sur l’acquisition de pièces de collections.
Les diamants, le vin, les forêts, l’art et d’autres biens tout autant différents des placements traditionnels qui eux, peinent à rester attrayants, ils sont à l’heure d’aujourd’hui devenu des sources de rendements parfois bien plus rentables que les actions en bourse. Par ailleurs, cette nouvelle vague d’actifs permet aux investisseurs de diversifier leur patrimoine et ainsi limiter les risques en répartissant leur capital sur plusieurs titres de propriété plus ou moins rentables mais également et surtout plus ou moins sensibles à la conjoncture dans laquelle nous nous trouvons.
Ce nouveau genre de placements représente des titres financiers d’une valeur mobilière traduite par un titre de propriété (action).

## Déclencheur de ces nouvelles options
Depuis la crise des subprimes en 2008, les agents ont redirigé leurs investissements vers des biens moins sensibles à la crise, décrits comme des valeurs refuge. À titre d’exemple, le vin ou les parcelles forestières qui prennent davantage de valeur avec le temps, de manière générale et qui n’ont donc que très peu subi les conséquences négatives de 2008 à l’image de l’industrie du luxe. Par ailleurs, ce nouveau genre de placements se traduit par des biens, plus prestigieux par le biais d’objets représentant un côté « à collectionner » pour l’investisseur mais également quelque chose de matériel que l’on peut exposer chez soi par exemple, ce sont donc des actifs tangibles, ce qui rend souvent le placement plus concret contrairement aux actions en bourse comme par exemple celles spéculant sur les métaux qui se matérialisent seulement par un titre de propriété sans, bien souvent jamais voir ce bien en réalité.

## Enjeux et prises de risques
Lorsque l’on acquiert un bien de ce genre, l’enjeu se situe dans la rareté du bien, effectivement on constate que les vins de garde et les Grands crus sont toujours conçus en quantités limitées. Quant aux objets d’art, ce sont des pièces uniques sans égal et sans date de péremption qui, en revanche dépendent des tendances esthétiques du moment mais également de la cote de l’artiste à l’origine de l’œuvre. Si celle-ci provient d’un artiste actuellement défunt, l’œuvre aura davantage tendance à voir son prix s’apprécier car, par conséquent l’artiste ne produit plus. D’autre part, ces actifs sont des placements sur le long terme avec un titre de propriété d’au moins 10 ans pour dégager une rentabilité convenable.
Comme tous les placements, les retombées sont souvent en corrélation avec le risque pris lors de l’achat, pourtant des diamants ou une parcelle de forêt sont généralement des placements sûrs car leur rareté croissante leur permet de conserver et d’incrémenter leur valeur. Si ces nouveaux investissements sont moins sensibles aux différentes crises économiques d’autres facteurs viennent tout-de-même influencer leur cours. A titre d’exemple, la rareté des diamants ne peut que faire augmenter leur prix, ou encore un vin peut perdre une grande partie de sa valeur s’il est vendu après sa garde (date de consommation optimale et limite) et alors ne garder que le « prix de l’étiquette ». Investir dans les diamants, le vin ou l’art notamment présente un risque supplémentaire, celui de l’authenticité du bien, en effet, ils nécessitent d’être authentifiés en ce qui concerne les objets d’art et certifiés s’agissant des vins et des diamants. Sans cela, les bien ne prouvent pas leur valeur sur le marché et donc ne pourront certainement pas être revendus, ce qui entrainera une perte à l’investissement.

## Avantages
Ces placements permettent de tirer de nombreux avantages qui permettent de dégager des intérêts plus séduisants que les investissements classiques.
Par exemple, les forêts sont qualifiées de niche fiscale de par leurs avantages fiscaux permettant aux agents détenteurs de parcelles forestière d’abaisser le montant de leur imposition De plus, léguer une forêt en héritage est défiscalisé au même titre que les œuvres d’art n'entrent pas dans le calcul de l’ISF ou de l'IFI. Néanmoins, l’acquisition d’une forêt représente des rendements limités qui ne permettent qu’à très peu de dégager des bénéfices.
En ce qui concerne le vin, le site Idealwine spécialisé dans les enchères sur le vin, a créé un indice reconnu auprès des professionnels du marché de la sommellerie, le Winedex 100. Il a été observé qu’en près de 10 ans, l’indice Winedex 100 a culminé 124 % tandis que le CAC 40, de son côté chutait de 22 %.
À propos des diamants, ils présentent le privilège d’être un actif tangible comme le vin bien entendu mais de surcroit mobilisable à tout moment. Et de ce fait, ils ne nécessitent pas d’être détenus un temps minimum pour être rentables.

## Essor des placements financiers dans l'art

### Investissement
Une personne qui désire investir dans l’art doit y consacrer entre 5 et 10 % de son patrimoine total. Les œuvres d’art, ayant réussi à échapper aux crises économiques à répétition de ces 2 dernières décennies, sont alors devenues une valeur de refuge.

### Rentabilité
Comme évoqué précédemment, investir dans les objets d’art est un moyen relativement stable pour faire fructifier son patrimoine. Cependant, si le marché de l’art a tendance à voir son volume augmenter, la cote des artistes peut se faire et se défaire rapidement. Ainsi, à moins d’être un professionnel de l’art, il est nécessaire d’être conseillé par un spécialiste dans l’art, et non pas se guider par son propre sens de l’esthétique. Le spécialiste connait ce marché et par conséquent les artistes entrant et sortant mais également il peut anticiper la hausse ou la baisse de la cote d’un artiste.
Le mode d’acquisition le plus simple est le gré à gré : vous faites[style à revoir] alors affaire avec des particuliers ou des professionnels (antiquaires, galeristes…), qui sont obligés de consigner sur registre la nature de l’objet et l’identité du vendeur. Autre formule, les salles d’enchères publiques. La rentabilité ciblée oscille entre 6 et 8 % en moyenne par an à condition d’acquérir une œuvre d’un montant minimum de 20 000 euros. L’œuvre doit être conservée entre 8 et 12 ans minimum pour obtenir cette plus-value.
En passant par un fonds d’investissement, le bien génère en général davantage de rendements excédant aisément les 10 % par année. Cependant, pour accéder à de telles retombées, il faut investir en moyenne, selon les fonds d’investissement, un montant de 120 000 euros. Néanmoins, si les fonds d’investissement sont attrayant par les plus-values qu’ils génèrent, le propriétaire ne jouit pas des tableaux lui-même et peut par exemple les observer au travers les musées, fondations ou galeries consacrées à l’art.

### Tendances d’investissement dans l’art
À l’heure d’aujourd’hui, il semble plus judicieux d’investir dans l’art moderne ou contemporain plutôt que dans les œuvres classiques. En effet, l’art contemporain, est depuis l’aube des années 2000 en pleine effervescence et ne cesse d’attirer les convoitises Cette tendance s’est affirmée mais surtout accentuée au détour des années 2000 avec l’arrivée d’internet qui a permis aux artistes de se faire connaitre ailleurs que par le biais des salles d’exposition. Les artistes les plus en vogue ne sont donc plus les Van Gogh, Manet ou Courbet mais désormais ce sont les œuvres de Kiefer, Wool ou encore Kaws qui s’arrachent à prix d’or. Sur 2017/2018, pas moins de 125 lots du sulfureux Jean-Michel Basquiat ont été vendus le record se trouve dans le volume des ventes allant au-delà de 250 000 000 euros avec une vente adjugée à plus de 45 000 000 euros (Flexible).

### Taxes et fiscalité
La plus-value d’une transaction est contrainte par le régime forfaitaire qui prélève 6,5 % du prix de la vente, ou bien celui dit réel qui ponctionne 19 % de taxe et 15,5 % de prélèvements sociaux. Par ailleurs, à partir de 2 ans de détention de l’œuvre, un abattement de 5 % par an s’applique sur la taxe et une exonération intervient au bout de 22 ans de propriété. Enfin, en ce qu’il s’agit d’un héritage, les successeurs peuvent payer leurs droits de succession en cédant à l’État une œuvre par le biais du principe de la dation en paiement. Enfin, les œuvres d’art sont exonérées lors du calcul de l’IFI et par conséquent non-imposables, ce qui explique l’intérêt des plus fortunés envers l’art.